# Harald Neuber

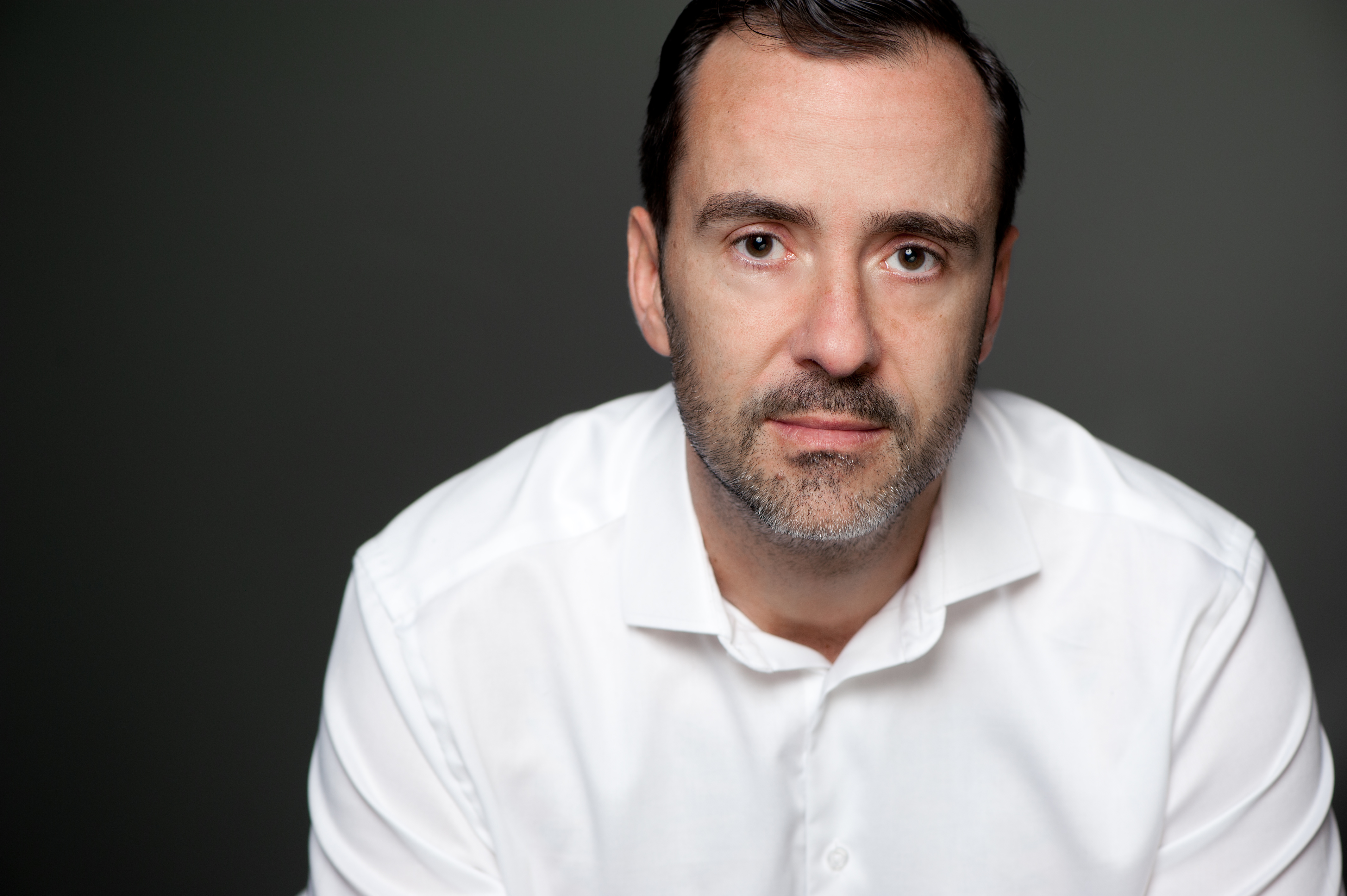
Harald Neuber (2017)

Harald Neuber (* 1978 in Aachen) ist ein deutscher Journalist und Buchautor. Seit 2021 ist er Chefredakteur des Internetmagazins Telepolis, das zu Heise Medien gehört.

## Leben
Neuber studierte Latein- und Altamerikanistik an der Freien Universität Berlin. Anschließend war er von 1999 bis 2008 Mitarbeiter und Redakteur bei der Tageszeitung junge Welt. Danach schrieb er u. a. für den Blog NRhZ-Online, das Deutsche Ärzteblatt (bis 2016), die Jüdische Allgemeine, die Wochenzeitung Freitag und die Gewerkschaftszeitung ver.di Publik.
Er war ab 2008 Deutschland-Korrespondent der kubanischen Nachrichtenagentur Prensa Latina und arbeitete für Medien in Deutschland, Südeuropa und Südamerika. Neben internationalen Konflikten befasste er sich schwerpunktmäßig mit Lateinamerika. Neuber lebte und arbeitete bereits in Mexiko, Kuba und Venezuela. Auf dem Balkan, in Pakistan/Afghanistan, Jordanien/Irak und Kolumbien war er als Krisenberichterstatter tätig.
Neuber war wissenschaftlicher Mitarbeiter der Linken-Bundestagsabgeordneten Heike Hänsel.
Seit 2021 ist er Chefredakteur von Telepolis, er folgte auf Florian Rötzer, der in den Ruhestand ging.
Die unter Neuber als neuem Chefredakteur durchgeführte Sperrung aller Telepolis-Beiträge vor seiner eigenen Amtszeit wurde als zensorische Maßnahme und Hybris bezüglich der eigenen redaktionellen Tätigkeit kritisiert. Am 15. Mai 2025 kündigte Neuber auf Telepolis an, diesen Schritt zu revidieren und fast alle der rund 70.000 gesperrten Beiträge wieder freischalten zu lassen.

## Veröffentlichungen
- Erstes Opfer: Pressefreiheit, In: MedienTerrorKrieg (2002), Heise Verlag, ISBN 978-3882291995, 293 S.
- Das neue Kuba in Bildern der Nachrichtenagentur Prensa Latina 1959/1969, Berlin 2011 (Rotbuch).
- Kubas unentdeckte Wende: Wie die innere Reformdebatte Fidel Castros Revolution seit 1990 verändert hat, Frankfurt 2013 (Peter Lang Verlag).

### Übersetzungen
- Ignacio Ramonet: Hugo Chávez – Mein erstes Leben. Gespräche. Verlag Neues Leben, 2014. ISBN 978-3-355-01821-0.